# 龙背站
龙背站是一个属于东部城轨坪山云巴1号线的有轨电车车站，位于中华人民共和国广东省深圳市坪山区马峦街道龙坪路与东纵路交叉口以北，沿龙坪路呈南北走向。
本站于2022年12月28日随坪山云巴1号线一期一同正式启用。

## 车站结构
龙背站为地上三层5m岛式车站，整体设置于龙坪路东侧人行道上空。

### 楼层
| 地上三层          | 月台 | \| \| \| 坪山云巴1號線往坪山高铁站（坪山中心） \| \| 島式 · 開左邊车门 \| \| \| \| \| \| 坪山云巴1號線往比亚迪北（综合保税区） \| |
| 地上二层          | 站厅 | 旅客服务、售票机、车站控制室 |
| 地面              | -    | 出入口 |
|                   |      | 坪山云巴1號線往坪山高铁站（坪山中心）                                                                                             |
| 島式 · 開左邊车门 |      | |
|                   |      | 坪山云巴1號線往比亚迪北（综合保税区）                                                                                             |

### 出入口
龙背站共设有二个出入口，所有出入口均设有垂直电梯。
| 出口编号                  | 主出口图片 | 垂直电梯图片 | 建议前往的目的地                                        |
| ------------------------- | ---------- | ------------ | ------------------------------------------------------- |
| · 盲道位于垂直电梯处      |            |              | 龙坪路西侧 东纵路北侧（西） 深圳地铁16号线 东纵纪念馆站 |
| · 盲道位于垂直电梯处      |            |              | 龙坪路东侧 东纵路北侧（东）                             |
| 註： 設有 \| 設有 \| 設有 |            |              |                                                         |

## 历史

### 规划与建设
2020年3月，深圳市东部云轨投资建设有限公司发布《坪山云巴（胶轮有轨电车）1 号线一期项目环境影响报告书 》，其中包含本站，工程名为区委二办站。
2021年6月25日，深圳市东部城市轨道交通投资建设有限公司发布《坪山云巴（胶轮有轨电车）1号线一期项目车站命名方案》，其中本站改名为龙背站。
2022年12月28日，本站随坪山云巴1号线一期一同正式启用。

## 接駁交通

### 地铁
深圳地铁16号线于本站西侧约400m处设东纵纪念馆站，乘客可出闸后步行前往地铁车站。

### 公共汽车
（待补充）

## 相关图像
- 站厅
- 站台